# Rebais
Rebais is een gemeente in het Franse departement Seine-et-Marne (regio Île-de-France) en telt 2067 inwoners (2004). De plaats maakt deel uit van het arrondissement Provins.

## Geografie
De oppervlakte van Rebais bedraagt 11,1 km², de bevolkingsdichtheid is 186,2 inwoners per km².
De onderstaande kaart toont de ligging van Rebais met de belangrijkste infrastructuur en aangrenzende gemeenten.

## Demografie
Onderstaande figuur toont het verloop van het inwonertal (bron: INSEE-tellingen).